# Хагнон
Хагнон (грч. Ἅγνων) био је атински политичар и војсковођа из 5. века п. н. е. Син је војсковође и политичара Никије. Познат је као оснивач колоније Амфипољ код које су се у Пелопонеском рату одиграле две битке.

## Биографија
Хагнон је био један од команданата атинске армије током Самоског рата 440. п. н. е. Године 430. п. н. е. послат је, заједно са Клеопомпом, против Халкиђана и Потидеје која је већ била опседнута. Покушао је да заузме Потидеју управо у тренутку када је завршено повлачење Формионових људи који су пустошии Халкидики. Међутим, Хагнонову армију погодила је куга од које је страдало преко 1000 хоплита. Због тога се Хагнон повлачи у Атину. 
Године 437. п. н. е. Хагнон је у Тракији основао колонију Амфипољ. Град се налазио на речном острву окружен током реке Стуме. Амфипољ су Атињани изгубили на крају Архидамовог рата (422. године п. н. е.). Освојио га је војсковођа Брасида. Амфипољани су прихватили новог владара, а уништили успомене на старог. Хагнонове зграде и споменици су уништени. 
Хагнон је био отац атинског политичара Терамена који је одиграо важну улогу у Декелејском рату када се Атински поморски савез нашао под ударом војсковођом Пелопонеског савеза – Лисандром.